# Femen
«Femen» или «Фе́мен» — украинское незарегистрированное женское движение, получившее известность своими эпатажными акциями протеста, во время которых активистки обнажают грудь для привлечения внимания. Действия «Femen» классифицируются как «радикальный эксгибиционизм», однако некоторые СМИ позиционируют «Femen» как феминистское движение. Часто активистки носят цветочный венок — традиционный головной убор украинских девушек, а также джинсы. Действует с 2008 года. Акции протеста «Femen» активно освещаются в СМИ и проводятся, в основном, в Киеве.

## Состав и структура

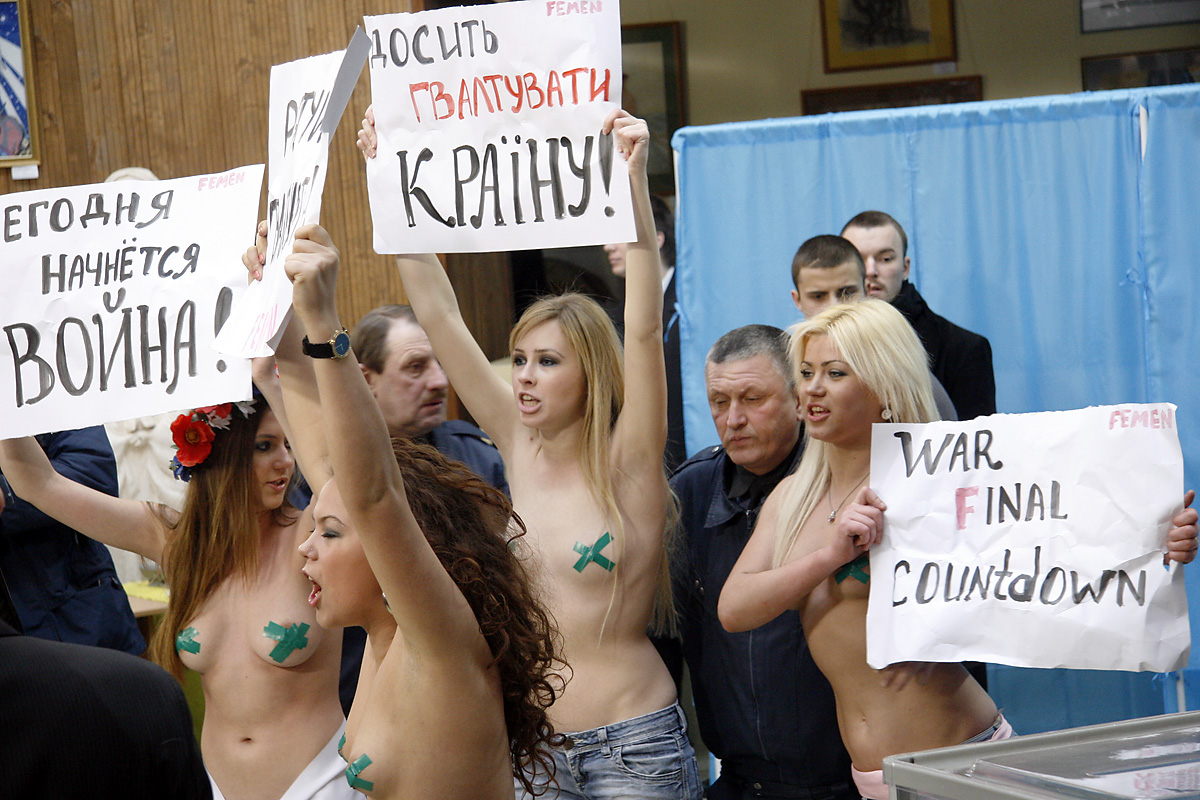
Активистки протестуют против манипулирования на выборах Президента Украины в 2010 году

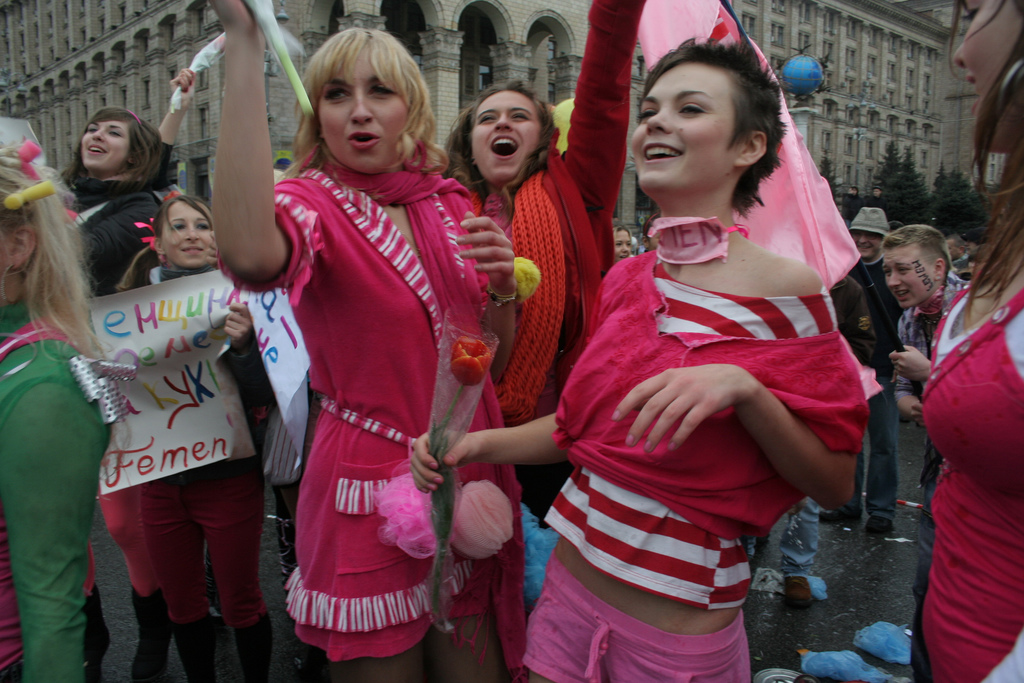
Активистки «Фемен»

В движении «Femen» состоят в основном молодые девушки — преимущественно студентки вузов Киева, но есть среди них и школьницы. Лидер движения — Анна Гуцол.
Некоторое время «Femen» получали финансовую поддержку от американского бизнесмена Джеда Сандена в рамках работы попечительского совета, который не вмешивается в деятельность движения. С декабря 2011 года Джед Санден прекратил финансирование.
Логотип движения был разработан и подарен российским дизайнером Артемием Лебедевым.
По утверждению участниц «Femen» и некоторых СМИ, движение состоит из 40 активисток, которые выступают топлесс, 300 участниц, которые не участвуют в топлесс-акциях, и имеет отделения в 5 городах Украины. В одном из интервью Анны Гуцол упоминается о 15 тыс. сторонников движения. Однако реально акции «Femen» обычно проводят 2-6 участниц, а известны фамилии немногим более десяти участниц. Относительно «отделений», уверенно можно говорить лишь о Киевском; из Киева «Femen» (группами по несколько человек) выезжали на акции (в 2010—2012 годах) в Одессу, Днепропетровск, Москву; осенью 2011 года — провели несколько акций в Западной Европе, Нью-Йорке, и даже в Минске; в марте 2012 года четыре участницы провели акцию в Стамбуле.
Вероятно, в 2014 году от «Femen» откололось движение «LilithS», участницы которого, в отличие от исходного движения, проводят свои акции одетыми.

### Активистки
- Анна Гуцол — лидер, организатор[17];
- Александра Шевченко — лидер, «лицо и тело» Femen[4][18];
- Инна Шевченко[18][19][20]. В декабре 2012 года вошла в «ТОП-20 женщин года» по версии французской газеты Le Figaro[21];
- Ольга Сергеевна Деда (1948) — провела моно-митинг «ТРУДный возраст» против повышения пенсионного возраста для женщин. Лозунг «Чтоб вам сукам не дожить»[22];
- Анна Деда[23][24];
- Евгения Крайзман[18];
- Алина Ковальчук[25];
- Катерина Рыжих[4];
- Ольга Благодарова[22];
- Яна Жданова[26].

В прошлом
- Оксана Шачко (покончила с собой в 2018 году)[27][28][29].

## Цели и задачи
Среди задач движения «Femen» выделяют:
- борьбу в защиту женщин и их прав;
- борьбу против проституции;
- борьбу против сексуальных домогательств;
- борьбу за свободу слова.

Основной своей целью движение называет принятие на Украине закона, по которому правонарушителем будет считаться не проститутка, а клиент, который купил её секс-услуги.

## Мероприятия

### В защиту женщин
В ноябре 2009 года организация провела митинг у здания Министерства образования и науки, требуя создать комиссию для расследования фактов сексуальных домогательств ректорско-преподавательского состава по отношению к студенткам. Акция была проведена в связи с арестом ректора Киевской академии водного транспорта Василия Михайлова, подозреваемого в изготовлении порнофильмов с участием несовершеннолетних девочек от 12 до 16 лет.
17 марта 2010 года у стен Кабинета министров движение провело акцию против «узурпации мужчинами всех руководящих должностей в Кабинете министров Украины». Одна из участниц была задержана милицией за публичное обнажение.
21 декабря 2012 года около посольства Египта в Стокгольме вместе с египтянкой Алией Магдой аль-Махди провели акцию «голая революция», которая была направлена против всех религий, дискриминирующих женщин.

### Против проституции

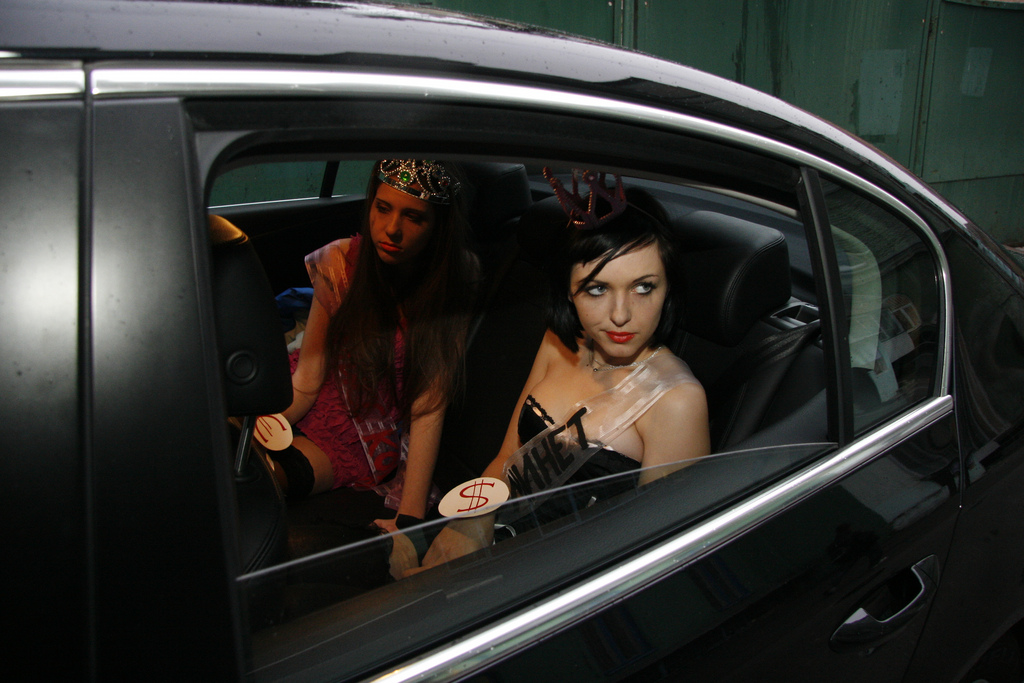
Акция «Лядская дорожка». Надписи на лентах у активисток: «Мисс койка» и «Вице-мисс минет». Киев, 5 декабря 2009 года

«Femen» неоднократно проводила акции против женской проституции на Украине под лозунгом «Украина — не бордель!». По словам Инны Шевченко, теперь украинская и иностранная пресса знает, что «Украина — не страна проституток, а страна голых девушек, борющихся с проституцией и секс-туризмом».
5 декабря 2009 года на Михайловской площади у входа в пятизвёздочный отель «InterContinental» в Киеве движение провело акцию «Лядская дорожка» в ответ на конкурс «Мисс Украина Вселенная — 2009» с целью показать, по словам Галины Созанской, что «модели на конкурсах красоты — товар».
Перед чемпионатом Европы по футболу 2012 года один из представителей манчестерского фан-клуба посетил Украину для проверки готовности инфраструктуры к приёму болельщиков и опубликовал отчёт, в котором выразил удивление обилию предложений «массажа» и «эскорт-услуг», которые можно было найти даже на путеводителях, распространяемых государственной службой туризма (см. секс-туризм на Украине). Эти сведения получили подтверждение многих других посетителей Украины. В связи с этим украинское движение «Фемен» потребовало от властей организовать информационное противодействие распространению секс-туризма, включая введение законодательной криминализации использования коммерческих секс-услуг (см. проституция на Украине). Эта инициатива была встречена отказом.

### За легализацию однополых браков и против педофилии

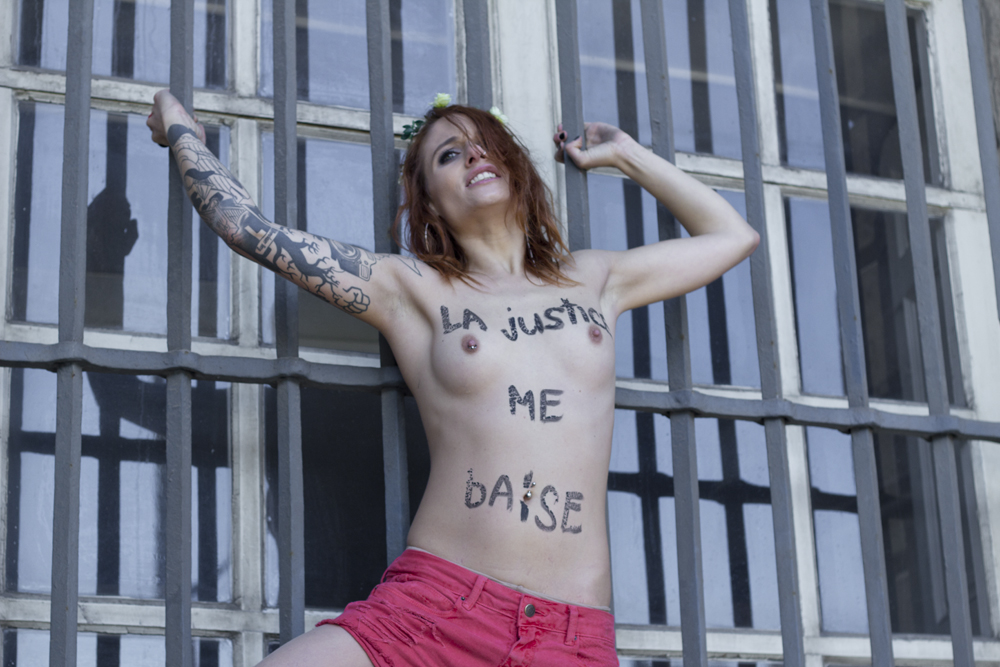
Элоиз Бутон во время акции Femen у здания Министерства юстиции Франции 15 октября 2012 года

«Femen» провела 15 октября 2012 года около министерства юстиции Франции акцию против слишком мягких, по выраженному мнению, приговоров групповым насильникам девушек в результате громкого завершившегося процесса, на котором прокурор требовал более строгого наказания. 18 ноября 2012 года активистки «Femen» попытались сорвать митинг противников однополых браков.

### Политические акции
Митинги «Femen» направлены против всех (как против власти, так и против оппозиции). Когда «Femen» появились в информпространстве Украины в начале 2009 года (перед президентскими выборами 2010), их выступления не были направлены «против властей Ющенко-Тимошенко», однако «пресса и телевидение оппозиции» освещали их «протесты».
В январе 2010 года активистки «Femen» в нарядах проституток провели у здания украинского Центризбиркома акцию «СЕКЗит пол», привлекая внимание водителей проезжающих машин, недоумевавших при виде полуголых участниц выступления. Этой акцией движение хотело проиллюстрировать президентские выборы на Украине, на которых кандидаты ведут себя «как проститутки».
После прихода к власти Виктора Януковича «Femen» проводили акции в защиту свободы слова. Уже 22 марта 2010 протестовали против отсутствия женщин-министров в правительстве Николая Азарова. 7 июня 2010 года после того, как премьер-министр Азаров, оговорившись, заявил, что на Украине есть «кровосиси» (вместо «кровососы»), активистки организации в образе «кровосись» ходили по парку возле здания Кабинета министров Украины.

21 мая 2011 года две представительницы «Femen» пытались сорвать открытие «Дня Европы» в Киеве. Во время выступления главы киевской городской администрации Александра Попова активистки в клоунских костюмах на глазах у послов ряда европейских государств развернули плакат с требованием взять Украину в Европу. Своё выступление «Femen» характеризовали как протест «против подмены реальных шагов по евроинтеграции Украины ярмарочными шоу». 

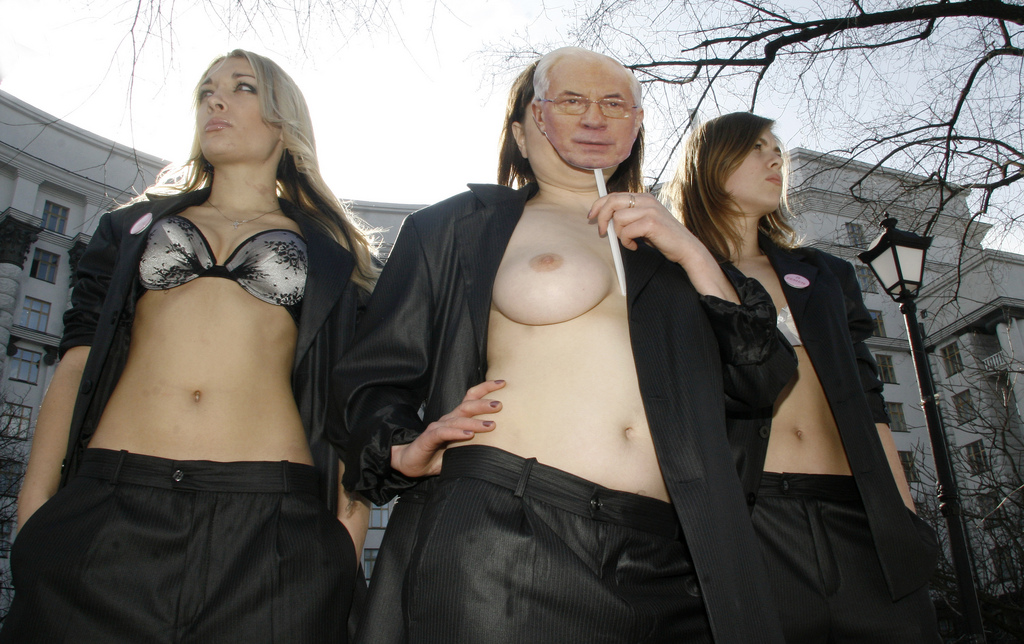
Активистки, одна из которых с маской премьер-министра Украины Азарова, протестуют против унизительного отношения к женщинам на Украине

Во время оглашения приговора Юлии Тимошенко 11 октября 2011 года (когда на Крещатик пришло около десяти тысяч сторонников Тимошенко, после чего их разгонял спецназ) «Femen» залезли на козырёк Центрального универмага, где выставили плакаты против Тимошенко: «Юля — одна фигня». В ответ сторонники Тимошенко активно ругали «Femen».
9 декабря 2011 года члены «Femen» провели акцию перед Храмом Христа Спасителя в Москве в поддержку российской оппозиции, скандируя «Боже, царя гони!», развернув соответствующие плакаты.
13 февраля 2012 года «Femen» провела акцию перед штаб-квартирой «Газпрома» в Москве. Полуголые активистки движения, несмотря на мороз, подняли плакаты «Стоп газовый шантаж», «Гаси Газпром!».
4 марта 2012 года, в день выборов президента России, через 20 минут после того, как премьер-министр России Владимир Путин вместе со своей супругой Людмилой покинули избирательный участок в главном здании Российской академии наук, трое активисток «Femen» подошли к урнам для голосования, скинули с себя одежду и начали скандировать: «Путин — вор!». На груди и на спине были надписи «Краду за Путина!» и другие. Акция продлилась буквально несколько минут: участницы были задержаны и доставлены в отделение милиции.
3 мая 2012 года активистки «Femen» провели акцию «Секс-бомбу под Евро-2012», в которой они «указали на гуманитарную катастрофу, связанную с секс-туризмом и проституцией в период проведения чемпионата».
17 августа 2012 года активистки «Femen» провели акцию «Пизда ВВPussyну», в которой они выразили поддержку участницам российской панк-группы Pussy Riot. В самом центре Киева Инной Шевченко был спилен бензопилой и повален Поклонный Крест, установленный Украинской грекокатолической церковью в память о жертвах сталинских репрессий.
8 апреля 2013 года активистки «Femen» устроили акцию на выставке «Hannover Messe» в Ганновере, где были Ангела Меркель и Владимир Путин, выкрикивая нецензурные лозунги на английском языке. На спине одной из активисток было написано «Путин, иди на х…!», а на её груди «Fuck dictator». По мнению активистки Александры Шевченко, «российская пресса и российские политики заведомо искажают политический смысл их акции, видя в ней некий акт революционного творчества, как, к примеру, это действие оценила политик Ирина Хакамада». Владимир Путин в свою очередь заявил, что ему понравилась эта акция и что без таких акций интерес к ежегодной Ганноверской ярмарке был бы меньше.
11 сентября 2014 года «Femen» провели акцию против Путина и политики России в отношении Украины. Одна из активисток облилась ледяной украинской кровью на территории Киево-Печерской лавры московского патриархата.
10 февраля 2015 года участницы «Femen» напали на машину бывшего главы МВФ Доминика Стросс-Кана — этим они добиваются честного и справедливого расследования т. н. дела «Карлтон».
12 января 2018 года полуголая активистка «Femen» напала на Президента Чехии Милоша Земана на избирательном участке.

### Другие выступления
- #unrussiaUN и «Fuck UN» в Женеве: протест у скульптуры «Сломанный стул», осуждение бездействия ООН и призыв к изгнанию России из ООН. https://abcnews.go.com/International/wireStory/topless-women-protesting-ukraine-war-detained-vandalizing-sculpture-116756757
- «Fuck Russia» и «Fuck Iran» акция у посольства Ирана в Киеве, 04.10.2024. https://www.theguardian.com/artanddesign/gallery/2024/oct/04/the-week-around-the-world-in-20-pictures
- «Украина — не Алина» против визита на Украину премьер-министра Российской Федерации Путина Владимира Владимировича[62];
- «Нет воды в кране — моюсь на Майдане»[63];
- «Грёбаные банщики» против цензуры в интернете[22];
- «Беги, Лёня, я прикрою!» против проведения следствия в отношении Леонида Кучмы[22];
- «Мышь не проскочит» в Донецке;
- «Украина не бордель» против приезда на Украину секс-туриста новозеландца Грега[22];
- «Хвала победившим дракона» в поддержку японцев, пострадавших от цунами[22];
- «Одесса — не бордель!»[22]
- «Прощание с Папой» в Соборе Парижской Богоматери. Акция, проведённая 12 февраля 2013 года, была посвящена отречению от престола Папы Римского Бенедикта XVI[64][65]
- «Никакой почести насильникам» — акция, направленная против режиссёра Романа Полански. В октябре 2017 американка Марианна Барнард заявила, что подверглась домогательствам режиссёра в 1975 году — тогда ей было десять лет[66]

## Книги
6 марта 2013 года активистки «Femen», находясь в Франции, вместе с французским писателем Калман-Леви выпустили книгу «FEMEN».

## Критика
8 февраля 2014 года в Париже прошла манифестация с требованием запретить организацию «Femen». Митинговавшие обвинили власти Франции, а также владельцев ряда СМИ в потворствовании деятельности активисток «Femen», а также в снисходительном отношении к их акциям.

### «Фемен» и феминистское движение
Лидер «Femen» Анна Гуцол подчёркивает, что движение не имеет никакого отношения к феминизму, и считает, что «у феминисток в центре внимания — мужчина, которому они хотят подражать, одеваться как он, и, в конце концов, перевести на себя все его функции, став сильным и самостоятельным женщино-мужчиной».
Многие украинские феминистки считают, что эпатажная тактика «Femen» лишь укрепляет идею того, что женщина это сексуальный объект. По словам корреспондента «The Guardian» Хомы Халили движение «вызывает возмущение как у других феминисток, так и у традиционной публики». Украинский эксперт по гендерным вопросам Татьяна Бурейчак отмечает, что «большинство украинок не впечатлены движением „Фемен“. Они не помогают подавать украинский феминизм в позитивном свете».
Заместитель председателя «Женской Сечи» Олеся Применко считает, что «Femen» издевается над символами Украины. Отар Кушанашвили на телепередаче «Разбор полётов» пришёл к выводу, что организация «Femen» кем-то финансируется с непонятной целью, а активистки ведут себя неадекватно.
Журнал «Забастовка» называет акции «Femen» «гламурными протестами». Согласно его данным, с 1970-х годов феминистки на западе во время протестов против дискриминации обнажают грудь, но акции «Femen» имеют скорее сексуальный подтекст, что не может быть поддержано западными феминистками, которые ведут борьбу со стереотипным мнением о женщинах как о секс-игрушках.

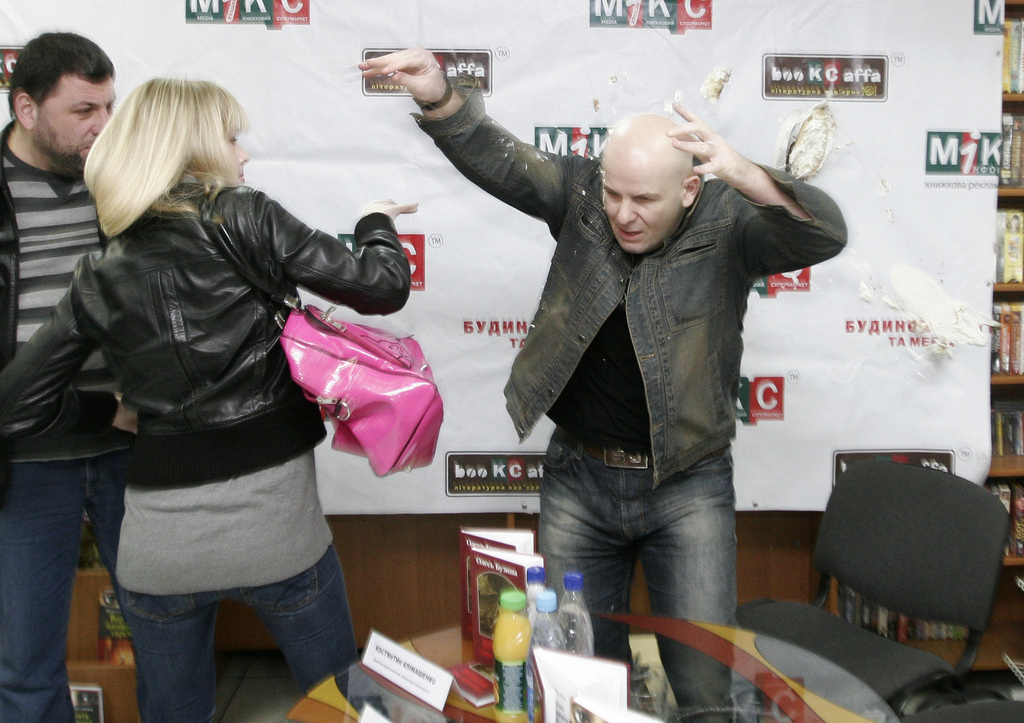
Активистка группы FEMEN Александра Шевченко 22 марта 2009 г. в Киеве бросает торт в Олеся Бузину в знак протеста против его сексистской, по её мнению, книги

А публицист Олесь Бузина сказал: «Может быть, у Femen цели благородные, но в реальности они не борются с проституцией, а рекламируют её, унижая свою родину». Он посчитал, что «Femen» были созданы с целью «заманить секс-туристов на Украину», в частности, во время футбольного чемпионата Евро-2012.

### «Фемен» и украинская политика
Митинги протеста украинской оппозиции дистанцируются от «Femen»:
- Налоговый майдан-2010 (массовые протесты малого и среднего бизнеса против жёсткого «Налогового кодекса», проходили c 22 ноября по 3 декабря 2010 года) выдворил «Femen» с площади Независимости, не дожидаясь их раздевания.
- Следующий крупный митинг «малого бизнеса», проходивший 19 мая 2011 года у Верховной Рады (акция «Вперёд», в которой участвовали десятки организаций)), также не сотрудничал с «Femen». Активистки не принимали участия в акции[72], но пришли с плакатами против протестующих[73]: «Сколько стоит постоять», «Королевская — ложь»[74][75].
- Во время митинга «Украина без Януковича!» 3 декабря 2011 года в Киеве несколько активисток «Femen» взобрались на памятник княгине Ольге и брызгали водой на митингующих с криками «Твари вы продажные!»[76].
- 1 декабря 2013 года в Париже пять участниц движения «Femen» публично помочились на фотографии президента Януковича перед посольством Украины[77][78].

### Фемен «против всех»
«Femen» не является политической организацией, и их политические лозунги часто эпатажны и неясны. «Femen» действительно выступает «против всех», по крайней мере, во время такого этапного события как «оглашение приговора Тимошенко», 11 октября 2011 года «Femen» выступили против Тимошенко и разбрасывали листовки «Включи ум! Пойми главное: Тимошенко = Янукович».
Подобные заявления («Тимошенко = Янукович») можно было слышать от Ющенко и бывших членов его блока (Яценюк, Гриценко, Кириленко, Тягнибок, Кличко) на президентских выборах 2010 года и после них.
В начале 2012 года некоторые политики из команды Януковича заявили о неприятии «Femen».

## «Фемен» и правоохранительные органы
Активисток не раз задерживала полиция за нарушение общественного порядка, но наказания ограничивались мелкими штрафами или задержанием на срок до пяти суток. Раздевание «Femen» милиция квалифицирует как мелкое хулиганство.
23 июня 2010 года активистки «Femen» отменили ранее запланированную акцию у здания СБУ в связи с угрозами со стороны неназванных правоохранительных органов. Причиной запланированной акции являлось «давление на общественные организации, цензура в СМИ и монополизация телеэфиров» спецслужбами после назначения в марте 2010 года на должность главы СБУ Валерия Хорошковского.
15 января 2011 года во время участия в фотопроекте, посвящённом Международному дню объятий, была задержана на сутки активистка Инна Шевченко. Участницы «Femen» были полностью одеты и обнимались с плакатами «Free Hugs». Милиционеры мотивировали это так: «Что вы ходите большой компанией?».
20 декабря 2011 года было заявлено об исчезновении трёх активисток «Femen», проводивших в Минске акцию, направленную против президента Лукашенко. На другой день активистки нашлись и сообщили, что над ними всю ночь издевались сотрудники КГБ: «Избивали, остригли волосы, облили маслом и грозили поджечь. Издевались, как могли. Недавно выбросили в Ельском районе Гомельской области. Без телефонов, документов». Инна Шевченко сказала, что действия КГБ их не пугают и они проведут ещё одну акцию: «Мы обещаем, мы уже планируем вторую акцию протеста в Беларуси».
После проведённой 18 января 2012 года акции у посольства Индии в Киеве на участниц Генеральной прокуратурой Украины были заведены два уголовных дела.
19 апреля 2012 года Генпрокуратура Украины возбудила уголовное дело против четырёх активисток «Femen» за участие в акции «Набат» на колокольне Софийского собора в Киеве, но суд, состоявшийся 17 мая, счёл незаконным возбуждение дела.

## Femen иPussy Riot
- 26 июля 2012 года в киевском аэропорту Борисполь на главу РПЦ Патриарха Кирилла набросилась полуголая Яна Жданова с надписями на теле «Kill Kirill». Девушка скандировала «Изыди вон!» и обвиняла патриарха в незаконном аресте «антипутинских активисток» из скандальной панк-группы.
- 17 августа 2012 года полураздетые активистки движения Femen с помощью бензопил спилили Поклонный Крест над Майданом Незалежности в Киеве, расположенный неподалёку от Международного центра культуры и искусств. Активистки заявили, что таким образом выразили поддержку участницам панк-группы Pussy Riot, которым Хамовнический суд Москвы должен вынести приговор. «Femen предупреждает Путина-Гундяева, что если активистки будут приговорены к тюремным срокам, то Femen направит острие бензопилы персонально на подонков, ответственных за страдания ни в чём не повинных женщин», — говорится в сообщении, опубликованном в блоге Femen в ЖЖ.

## Мужское движение Femen
Также существует мужское движение Femen под названием «Креативная молодёжь плюс», участник которого Евгений Довлатов 11 июля 2014 года на красной дорожке Одесского кинофестиваля устроил акцию против Путина.